# James Joseph Komba
James Joseph Komba (* im Mai 1922 in Lituhi, Tanganjika; † 1. Februar 1992) war ein tansanischer Geistlicher und römisch-katholischer Erzbischof von Songea.

## Leben
James Joseph Komba empfing am 15. Juli 1954 das Sakrament der Priesterweihe.
Am 22. Dezember 1961 ernannte ihn Papst Johannes XXIII. zum Titularbischof von Thignica und zum Weihbischof in Peramiho. Der Apostolische Delegat für die britischen Gebiete in Ost- und Westafrika, Erzbischof Guido del Mestri, spendete ihm am 3. Mai 1962 die Bischofsweihe; Mitkonsekratoren waren der Bischof von Mbeya, Antoon van Oorschoot MAfr, und der Abtbischof von Peramiho, Eberhard Spieß OSB.
Komba nahm an der ersten, dritten und vierten Sitzungsperiode des Zweiten Vatikanischen Konzils teil. Am 6. Februar 1969 ernannte ihn Papst Paul VI. zum Bischof von Songea. James Joseph Komba wurde am 18. November 1987 infolge der Erhebung des Bistums Songea zum Erzbistum erster Erzbischof von Songea.